# Politique étrangère de Nauru
Pour un article plus général, voir Politique à Nauru.
La république de Nauru est un État indépendant depuis 1968. Nauru est membre de plusieurs organisations internationales, et entretient des relations diplomatiques avec divers pays. Ses partenaires diplomatiques et économiques les plus importants sont l'Australie et, jusqu'au jour de la rupture de leurs relations diplomatiques, Taïwan.
Malgré une histoire qui la rapproche de l'Occident et du monde anglo-saxon, Nauru poursuit généralement une politique de non-alignement, et établit des relations diplomatiques avec l'URSS en 1988. Plus récemment, Nauru a établi des relations diplomatiques avec Cuba et le Viêt Nam.

## Ambassades

Localisation des représentations diplomatiques de Nauru
Nauru
Ambassade ou Haut-commissariat
Consulat

Nauru maintient des ambassades ou autres représentations officielles en Australie (consulat général), aux Fidji (haut-commissariat) et en Thaïlande (Consulat Général). Nauru a également une ambassade auprès des Nations unies à New York.
L'Australie maintient un consulat général à Nauru, et le Haut-commissaire australien aux Fidji est accrédité par l'Australie comme Haut-commissionnaire non-résident à Nauru.
Nauru a également des relations diplomatiques officielles avec la plupart des pays d'Océanie, ainsi que le Royaume-Uni, le Japon, la république de Corée, la Russie, la France, l'Espagne, le Canada, les États-Unis, l'Afrique du Sud, l'Inde, Cuba (depuis 2002), le Brésil (depuis 2005) et le Viêt Nam (depuis 2006).

## Participation aux organisations internationales
Nauru est membre du Commonwealth (depuis 1968), des Nations unies (depuis 1999), du Forum des îles du Pacifique, de la Communauté du Pacifique Sud, de Sparteca et de plusieurs autres organisations régionales. Nauru est également membre des Pays ACP, de la Banque asiatique de développement, de la Commission économique et sociale pour l'Asie et le Pacifique, d'Interpol et de l'Organisation mondiale de la santé.

## Relations diplomatiques bilatérales particulières
Nauru, dont l'économie est en crise depuis le début des années 2000 en raison de l’épuisement de ses réserves de phosphate, pratique le « business diplomatique », consistant en des marchandages diplomatiques et économiques.

### Avec l'Australie
Nauru, île colonisée par l'Allemagne est occupée par des forces Australiennes en 1914  lors de la Première Guerre mondiale puis devient à la fin du conflit de facto la puissance colonisatrice de l'île après que la Société des Nations a placé l'île sous la tutelle de la Couronne britannique (au nom de l'Australie, du Royaume-Uni et de la Nouvelle-Zélande). À partir de cette époque, l'Australie va tenir lieu de métropole pour Nauru, l'île étant dépendante de l'Australie pour son approvisionnement et y exportant la plus grande partie de son phosphate. Après l'interruption de la Seconde Guerre mondiale durant laquelle l'île est occupée par l'empire du Japon, l'Australie reprend pied sur l'île et obtient un nouveau mandat, cette fois-ci délivré par l'ONU. Lorsqu'elle accède à l'indépendance, Nauru conserve le dollar australien comme monnaie officielle et des relations privilégiées avec ce pays.
En 1989, toutefois, Nauru traîne l'Australie devant la Cour internationale de justice et porte plainte pour la destruction quasi totale de la surface de l'île lors de l'exploitation du phosphate sous la tutelle australienne.
En 2001, un accord entre l'Australie et Nauru renforce les relations bilatérales et aboutit à la mise en place de la « Solution du Pacifique ». Nauru accepte d'héberger des demandeurs d'asile qui ont tenté d'obtenir le statut de réfugiés auprès de l'Australie. Ils sont détenus à Nauru, aux frais de Canberra, pendant que l'Australie traite leur demande. En contrepartie, l'Australie accroît l'aide au développement dont elle fait bénéficier Nauru. En décembre 2007, le premier ministre australien sortant John Howard, auteur de la « Solution du Pacifique », est battu aux élections législatives par son adversaire travailliste Kevin Rudd, qui annonce immédiatement la fermeture du centre de détention australien à Nauru. Le gouvernement nauruan exprime son inquiétude : ceci va-t-il signifier une diminution de l'aide économique apportée par l'Australie ?

### Avec Israël
En septembre 2019, la république de Nauru est le quatrième pays au monde à reconnaître Jérusalem comme capitale de l'État d'Israël, après les États-Unis, le Guatemala, et le Honduras (qui est toutefois revenu sur sa décision depuis). Cette décision est saluée par le Ministre israélien des Affaires étrangères Israël Katz.

### Avec la Géorgie et la Russie
En 2009, Nauru reconnait officiellement l'indépendance de deux régions séparatistes de Géorgie, l'Abkhazie et l'Ossétie du Sud, dont l'autonomie est soutenue par la Russie depuis la guerre russo-géorgienne d'août 2008, perdue par la Géorgie. En contrepartie de cette reconnaissance, la Russie s'engage à verser à Nauru une aide économique de 34 millions d'euros.

## Histoire des relations avec Taïwan
Nauru, comme d'autres pays du Pacifique (tels les Kiribati), a fait jouer l'alternative diplomatique entre Pékin et Taipei, en réponse aux promesses d'aide financière. Les micro-États du Pacifique sont ainsi devenus un terrain de bataille diplomatique entre la Chine et Taïwan, et un grand nombre des alliés de Taïwan se trouvent dans le Pacifique. Nauru en est un.
En 1980, Nauru et Taïwan établissent des relations diplomatiques. Le 21 juillet 2002, pourtant, le premier ministre nauruan René Harris établit des relations diplomatiques entre son pays et la république populaire de Chine. Harris reconnaît par écrit « ...qu'il n'y a qu'une seule Chine dans le monde, que le gouvernement de la république populaire de Chine est le seul gouvernement légitime et représente toute la Chine, et que Taïwan est une partie inaliénable du territoire chinois ». En conséquence, Taïwan rompt ses relations avec Nauru. Ce revirement fait suite à une promesse de la part de la R.P.C. de fournir 135 millions de dollars américains d'aide au développement à Nauru.
En 2003, Nauru ferme sa toute nouvelle ambassade à Pékin. En avril 2005, le président de la république de Chine Chen Shui-bian rencontre le Président de Nauru Ludwig Scotty aux Îles Marshall, et en mai les deux pays rétablissent leurs relations diplomatiques. Nauru ouvre une ambassade à Taïwan, et réciproquement. Deux semaines plus tard, Pékin rompt ses relations diplomatiques avec Nauru.
Depuis, Taïwan est l'un des deux principaux partenaires économiques de Nauru (avec l'Australie), et lui apporte une aide au développement importante. En retour, Nauru appuie aux Nations unies la demande de reconnaissance internationale de Taipei.
En septembre 2007, les relations entre Nauru et Taïwan font irruption sur le devant de la scène politique nauruane. Lorsque Ludwig Scotty remporte l'élection présidentielle, ses adversaires l'accusent d'avoir gagné grâce au financement de sa campagne électorale par Taïwan; le gouvernement de Taipei aurait été soucieux de maintenir au pouvoir un gouvernement pro-Taïwan.
Nauru demeure à ce jour un terrain de contestation entre Taipei et Pékin.
Le 15 janvier 2024, Nauru rompt ses relations diplomatiques avec Taiwan) rétablit les relations diplomatiques avec la Chine et reconnaît « la République populaire de Chine comme le seul gouvernement légitime de Chine » et « Taiwan comme faisant partie de la République populaire de Chine. »